# 叔孫隣
叔孙邻（？—？），代人，北魏官员，魏太武帝时尚书令，丹阳王叔孙建之子，叔孙俊之弟。
叔孙邻年轻时以聪慧知名。太武帝太延三年（437年）叔孙建死後，叔孙邻袭爵，降为丹阳公。后历任北部尚书，转任尚书令。出为凉州镇大将，加镇西将军。叔孙邻与凉州镇副将奚牧都是贵戚子弟，竞相贪污纳贿，作威作福，互相攻讦举发，以此被处死。